# Schwetschkeopsis fabronia
Schwetschkeopsis fabronia är en bladmossart som beskrevs av Brotherus 1907. Schwetschkeopsis fabronia ingår i släktet Schwetschkeopsis och familjen Fabroniaceae. Inga underarter finns listade i Catalogue of Life.